# Collegio di Croydon East
Croydon East è un collegio elettorale inglese situato nella Grande Londra, e rappresentato alla Camera dei Comuni del Parlamento del Regno Unito. Elegge un membro del Parlamento con il sistema first-past-the-post, ossia maggioritario a turno unico. Dopo essere già stato in vigore dal 1950 al 1955, è stato ri-creato con la revisione dei collegi elettorali del 2024; l'attuale parlamentare è Natasha Irons del Partito Laburista, che rappresenta il collegio dal 2024.

## Estensione

Croydon East dal 1950 al 1955

- 1950–1955: i ward del County Borough of Croydon di Addington, Addiscombe, East, South Norwood e Woodside.
- dal 2024: i ward del borgo londinese di Croydon di Addiscombe East, Addiscombe West, New Addington North, New Addington South, Selsdon and Addington Village, Selsdon Vale and Forestdale, Shirley North, Shirley South e Woodside (distretti elettorali WDS2, WDS3, WDS4, WDS5 and WDS6).[1]

## Membri del Parlamento
| Elezione | Elezione            | Deputato          | Partito           |
| -------- | ------------------- | ----------------- | ----------------- |
|          | 1950                | Herbert Williams  | Conservatore      |
| 1954 (S) | John Hughes-Hallett |                   | Conservatore      |
|          | 1955                | Collegio abolito  | Collegio abolito  |
|          | 2024                | Collegio ricreato | Collegio ricreato |
|          | 2024                | Natasha Irons     | Laburista         |

## Elezioni

### Elezioni negli anni 2020
| Partito                    | Partito                                      | Candidato                  | Risultati 4 luglio 2024 | Risultati 4 luglio 2024 |
| Partito                    | Partito                                      | Candidato                  | Voti                    | %                       |
| -------------------------- | -------------------------------------------- | -------------------------- | ----------------------- | ----------------------- |
|                            | Laburista                                    | Natasha Irons              | 18 541                  | 42,35                   |
|                            | Conservatore                                 | Jason Cummings             | 11 716                  | 26,76                   |
|                            | Reform UK                                    | Scott Holman               | 5 862                   | 13,39                   |
|                            | Verdi                                        | Peter Underwood            | 4 097                   | 9,36                    |
|                            | Lib Dem                                      | Andrew Pelling             | 3 563                   | 8,14                    |
|                            |                                              |                            |                         |                         |
| Iscritti                   | Iscritti                                     | Iscritti                   | 76 660                  | 100,00                  |
| ↳ Votanti (% su iscritti)  | ↳ Votanti (% su iscritti)                    | ↳ Votanti (% su iscritti)  | 43 779                  | 57,11                   |
| ↳ Astenuti (% su iscritti) | ↳ Astenuti (% su iscritti)                   | ↳ Astenuti (% su iscritti) | 32 881                  | 42,89                   |
|                            |                                              |                            |                         |                         |
|                            | Esito: collegio a Laburista (nuovo collegio) |                            |                         |                         |